# 광학망원경

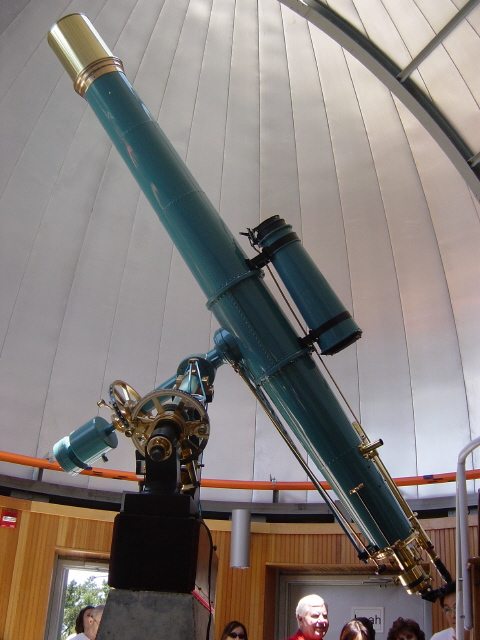
8인치 광학 망원경

광학 망원경(光學望遠鏡)은 가시광선 대역에서  천체나 물체의 빛을 모으거나 물체를 확대하여 상을 관측하는 장비이다. 망원경이 물체가 무한원(無限遠)으로 간주되므로 입사광(入射光)이 평행광선인 점, 입사광량이 적은 점, 거의 대부분의 경우 천체의 일주 운동(日周運動)에 의한 영향을 보정하는 등의 이유에서 독특한 구조를 갖게 된다. 광학망원경은 사람의 눈처럼 가시광선을 볼 수 있다. 
그러나 우주에 있는 천체는 전자기파의 모든 파장에서 에너지를 방출한다. 천체의 전파나 엑스선 같은 전자기파를 관측할 때에는 전파망원경, 엑스선망원경 같은 다른 종류의 특수한 망원경을 이용한다.
광학 망원경은 렌즈를 이용하는 굴절망원경, 거울를 이용하는 반사 망원경, 렌즈와 거울을 조합해서 만드는 반사-굴절 망원경의 세 가지 종류가 있다.

## 종류

### 굴절 망원경
굴절 망원경(屈折望遠鏡)은 대물렌즈로 볼록렌즈를 사용하며, 보통 색수차를 줄이기 위해 2장 이상의 렌즈를 사용한다. 구면수차와 코마 수차(coma收差)를 될 수 있는 한 제거한다. 색수차(色收差)를 제거하는 데는, 실시(實視) 망원경에서는 빛의 스펙트럼 안의 C선(빨강)과 F선(파랑)을 겹치듯이 하고, 사진용 망원경에서는 F선과 h선(보라)을 겹치면 거의 목적을 달성한다. 3장 렌즈에서는 색수차의 제거를 더욱 완전하게 할 수 있다. 접안렌즈에는 종류가 많은데, 가장 간단하고 많이 쓰이는 것은 하이겐식, 또는 람스덴식(둘 다 2장 렌즈)이다. 접안경의 앞쪽 초점을 대물경의 초점에 일치시키면, 입사한 평행광선은 접안경을 통과한 다음 또 평행광선이 되므로, 무한원(無限遠)에 맞춘 눈으로 보면 천체의 점상(點像)을 얻을 수 있다.망원경 렌즈의 모든 구면(球面)중심은 동일직선에 있도록 조정하여야 한다. 이 직선을 광축(光軸)이라고 한다.
망원경의 배율은 대물렌즈의 초점거리가 갈수록 크고, 같은 대물렌즈에 대해서는 초점거리가 짧은 접안렌즈를 사용하면 커진다. 다만 실제로는 상(像)에는 반드시 회절(回折)현상이 따르기 때문에, 또 대기의 동요 등으로 반드시 상이 동요하기 때문에, 무턱대고 배율을 높이는 것은 무의미하다. 대체로 구경(口徑, 대물렌즈의 지름)을 mm로 나타낸 수치가 배율의 한도이다.빛이 극히 희미한 항성까지 볼 수 있는 능력 즉 결상력(結像力)은 지름의 제곱(自乘)에 비례한다. 또 근접한 2점을 구분하는 능력 즉 분해능(分解能)은 구경에 비례한다. 이상에서 천체망원경은 구경이 큰 것일수록 유효하다. 그러나 렌즈 내부의 왜곡(歪曲)이나 거품·흠 등은 금물이므로 균일 양질(良質)의 대형 광학 유리를 만들기는 어렵다. 따라서 굴절망원경은 세계 최대의 것도 구경 102cm에 그친다.
접안렌즈 대신에 사진장치를 둔 것이 사진용, 광전관을 두면 광전 측광용 망원경이 된다. 이 경우 두 천체의 각거리(角距離)가 초점면상의 실장(實長)으로 얼마가 되는가의 관계가 배율에 해당하는 것이 되며, 초점거리가 클수록 유효하다.

### 반사-굴절 망원경
반사-굴절 망원경(屈折反射望遠鏡)은 경통의 앞쪽 끝에 커다란 렌즈가 있고 뒤쪽에 커다란 반사경이 있다. 이런 망원경은 포물면거울이 아닌 구면거울을 사용한다. 또한 렌즈가 광선을 약간 굴절시키면서 구면거울 때문에 일어나는 반사 오차를 바로잡는다. 이 망원경은 하늘에서 다른 망원경보다 더 넓은 상을 만든다. 굴절반사망원경은 독일의 광학기기 제작자인 슈미트가 1930년에 발명했다. 천문학자들은 커다란 슈미트망원경을 이용해 하늘에 있는 천체를 찍는다.

## 특성

### 집광능
집광능은 광학 기기 등의 성능을 평가할 때 사용되는 단어이다. 집광능이 좋은 광학기기일수록 어두운 피사체를 잘 볼 수 있게 해준다. 우리 눈이 완전 암적응 되어 동공의 크기가 가장 크게 열렸을 때 지름이 보통 7mm정도 된다고 한다. 따라서 빛을 받는 집광능(P)은
로 계산된다. 여기서 d는 렌즈나 거울의 유효구경을 의미한다.
집광력이 커지면 더 어두운 별을 볼 수 있게 된다. 따라서, 한계 등급이 커짐을 알 수 있다. 밝기가 2.5배 커지면 1등급 더 어두운 별을 볼 수 있으므로 우리는 쉽게 한계 등급을 계산할 수 있다.

## 같이 보기
- 천문학
- 천체사진술
- 아마추어 천체망원경 제작
- 바티노프 마스크
- 쌍안경
- 피사계 심도